# Urojeniowe zespoły błędnej identyfikacji
Urojeniowe zespoły błędnej identyfikacji (ang. delusional misidentification syndromes, DMS) – grupa ksobnych zaburzeń urojeniowych towarzyszących różnym chorobom psychicznym i neurologicznym. Głównym objawem jest przekonanie, że osoby, przedmioty lub miejsca z otoczenia chorego straciły lub zmieniły swą tożsamość. Termin wprowadził George N. Christodoulou w 1985 roku.
Do DMS zalicza się następujące zaburzenia:
- Zespół Capgrasa –  chory utrzymuje, że osoby z jego otoczenia (zwłaszcza członkowie rodziny) zostały zamienione na obcych, tyle że identycznie wyglądających
- Zespół Fregoliego – przekonanie chorego, że wszystkie osoby, które spotyka, to w rzeczywistości ta sama osoba zmieniająca swój wygląd
- Zespół intermetamorfozy – przekonanie, że osoby w otoczeniu chorego wymieniają między sobą nie tylko tożsamość, ale i wygląd
- Zespół sobowtóra – chory jest przekonany, że istnieje osoba identyczna z nim samym zarówno pod względem psychicznym, jak i fizycznym